# F.I.R.飛兒樂團
F.I.R. 飛兒樂團，是一個成立於2004年的台灣樂團，最初由主唱Faye飛（詹雯婷）、吉他手阿沁（黃漢青）、鍵盤手陳建寧組成。現役成員只剩下陳建寧。

## 歷程

### 初始
F.I.R. 2002年成立，三位成員為主唱詹雯婷（飛）、鍵盤手陳建寧、吉他手黃漢青（阿沁）。原團名為「Kiss in Reality」（真實之吻），縮寫為「K.I.R.」。華納唱片簽約後，將團名取為“F.I.R.”，取自三位成員英文名Faye、Ian、Real第一個字母，同時也是“Fairyland In Reality”（真實中的夢幻仙境）的縮寫。華納唱片將中文團名定為「飛兒樂團」，為在中國大陸較常見的稱呼。

### 2004—2007年：竄紅
F.I.R.2004年4月23日推出首張專輯《F.I.R.飛兒樂團 同名專輯》。其主打歌曲〈Lydia〉搭配為八大電視偶像劇《鬥魚》的片尾曲，在其正式出道前即在台灣各商業媒體大量曝光，因而在亞洲及華語市場一炮而紅。〈Lydia〉和〈Fly Away〉兩首歌曲也曾經被韓國與日本藝人翻唱。
2005年5月28日，憑《F.I.R.飛兒樂團 同名專輯》，獲得第16屆金曲獎「最佳國語演唱新人獎」。
2007年10月20日，初次登上臺北小巨蛋舞臺開唱舉辦「第十行星世界巡迴演唱會」，亦為F.I.R.首次在小巨蛋舉辦大型售票演唱會。

### 2008—2014年
2011年4月15日，F.I.R.推出了他們的第六張專輯《第六章【亞特蘭提斯】》，並於同年7月9日在台大體育館舉辦「創‧世紀世界巡迴演唱會」。
2013年宣布舉辦全新演唱會「光合之旅 Light Up The Way 世界巡迴演唱會」，亦為F.I.R.第三次大型巡迴演唱會。

### 2015—2017年

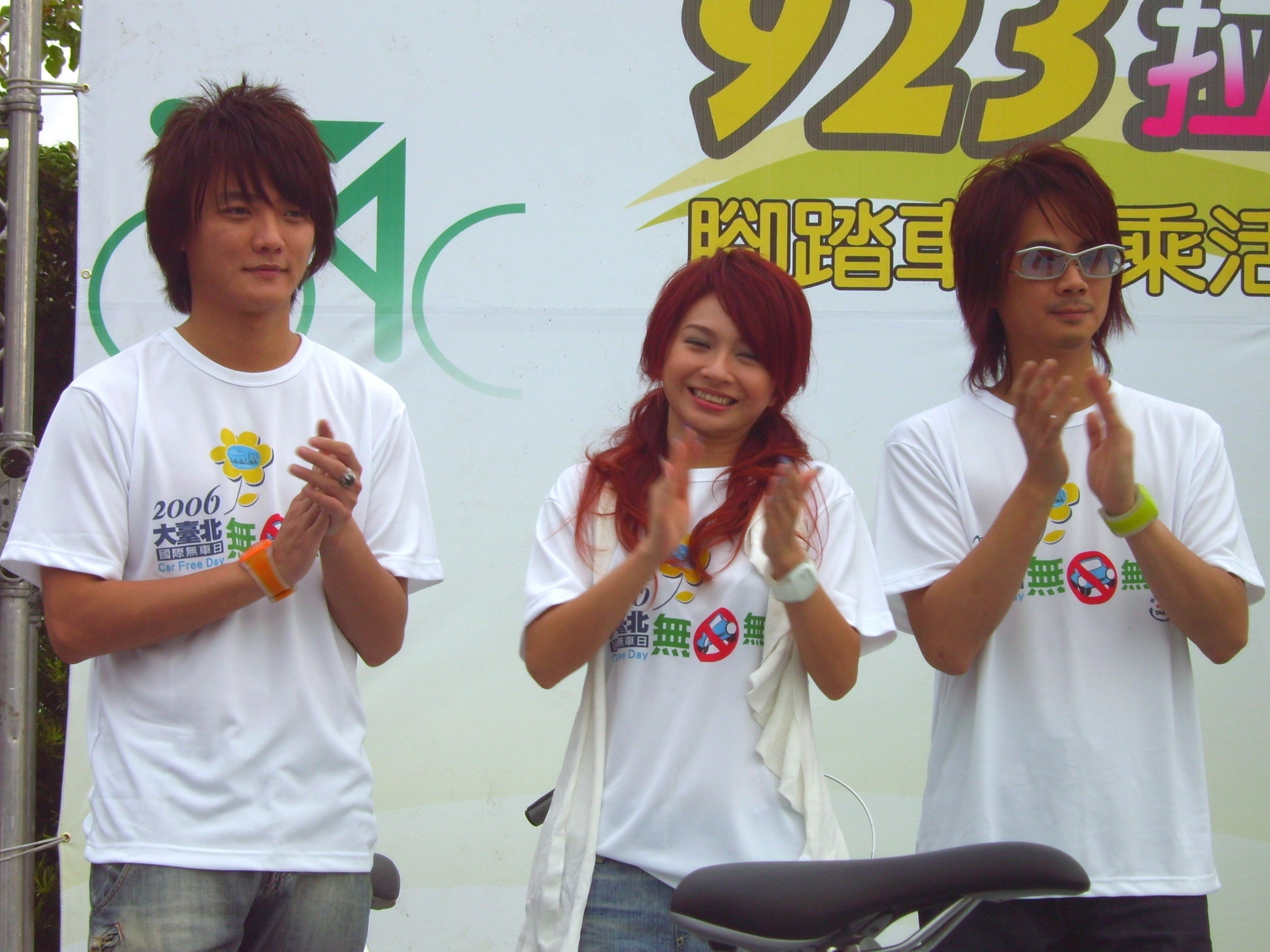
第一代F.I.R.，由左至右：阿沁、飛、陳建寧

2015年6月16日宣布加盟華研國際音樂。

### 2018年—現今：Faye退出、Lydia加入、阿沁退出、Lydia退出
2018年2月22日，主唱Faye退出F.I.R.飛兒樂團，並在臉書表示自己無預警被移除樂團粉絲專頁管理員資格，對此陳建寧證實彼此已拆夥。Faye也在退團風波後不久表示私下仍是音樂上的盟友，未來彼此祝福。
2018年8月22日，發表電影《鬥魚》主題曲〈星火〉。
2018年10月24日，前主唱Faye宣布以本名詹雯婷加盟亞神音樂。
2018年10月25日，飛兒樂團在北京舉辦記者會，公佈由22歲的中國大陸新秀韓睿（Lydia）接替樂團新主唱。
2019年4月1日，飛兒樂團發布新專輯首支影片，預告回歸樂壇。2019年5月3日，發行第八張專輯《末日青春：補完計劃》，並同時率領華研國際藝人（郁可唯、文慧如、Karencici、閻奕格、李友廷等）展開「造夢者校園巡迴演唱會」。
2019年9月10日，宣布與日本大無限樂團合作推出單曲《無限青春 Forever Young》。
2021年7月20日，發行第九張專輯《鑽石之心》。
2022年12月，韓睿因遭受網暴引起憂鬱症，暫停所有演藝工作。
2023年，韓睿合約到期，離開。
2024年，吉他手阿沁宣佈退團，轉職獨立製作人。團長陳建寧表示F.I.R.單飛不解散。
2025年，F.I.R.宣布要在馬來西亞開唱我們的愛巡迴演唱會，陳建寧之外，與武渡羽主唱小羽與吉他手小武合作，並強調此組合並非F.I.R.第三代

## 成員

### 主要
| 藝名                   | 本名           | 簡介 |
| 現任成員               | 現任成員       | 現任成員 |
| ---------------------- | -------------- | --- |
| 建寧 （團長兼鍵盤手）  | 陳建寧（Ian）  | - 國籍：台北市，中華民國 - 生日：1971年10月28日 - 學歷：中原大學心理學系畢業、國立臺北大學企業管理研究所碩士 - 擔任：鍵盤樂器、部分音樂編曲、和聲、作詞、作曲 - 擅長樂器：吉他、鍵盤鋼琴、簡單打擊                                                            |
| 過去成員               |                | |
| Faye/飛 （第一任主唱） | 詹雯婷（Faye） | - 國籍：台北市，中華民國 - 生日：1981年8月27日 - 學歷：天主教輔仁大學英國語文學系畢業 - 擔任：第一任主唱、和聲、作詞、作曲、製作 - 擅長樂器：吉他、口琴 |
| 阿沁 （吉他手）        | 黃漢青（Real） | - 國籍：台中市，中華民國 - 生日：1980年3月11日 - 學歷：天主教輔仁大學統計資訊學系轉哲學系(肄業)、國立臺北大學進修部企業管理學系(肄業) - 擔任：吉他、E.Guitar（電吉他）、部分音樂編曲、和聲、作詞、作曲 - 擅長樂器：原音吉他、E.Guitar（電吉他）、部分鍵盤樂器 |
| Lydia （第二任主唱）   | 韓睿（Lydia）  | - 國籍：山西省，中華人民共和國 - 生日：1996年9月7日 - 學歷：浙江傳媒音樂學院音樂劇學系 - 擔任：第二任主唱 |

### F.I.R. Live Band
F.I.R. Live Band目前的團員由F.I.R.第五張專輯錄製時開始加入，成員包含了來自世界各國的華人音樂人，樂手特性會包含爵士、搖滾、民俗等不同領域。這些具有強烈個人風格的專業樂手會出現在F.I.R.公開的現場演出活動如演唱會、簽唱會、以及各種型式的現場表演。
| 角色   | 姓名                 | 簡介 |
| ------ | -------------------- | --- |
| 吉他手 | 周顯哲 （Theo Chou） | - 學歷：畢業於美國波士頓 Berklee College of Music - 擅長樂器：吉他、套譜 |
| 貝斯手 | 簡瑞松 （Sho）       | - 擅長樂器：BASS - 2005獲得第18屆 Yamaha 熱音大賽全國總決賽最佳貝斯手 - 現為台北新生命小組教會敬拜團貝斯手 - 現為 io樂團 成員                                                                |
| 鼓手   | 賴聖文 （Peter）     | - 學歷：2008年畢業於美國波士頓 Berklee College of Music - 自組創作樂團 PLOVER 樂團 |
| 鍵盤手 | 王倩婷 （Tina）      | - 學歷：畢業於國立台北藝術大學音樂系 - 擅長樂器：鋼琴、作曲編曲、聲樂、電子管風琴 - 曾參與電影、電視、電玩配樂及流行音樂、舞台劇音樂的創作，大型演唱會管絃樂團編曲及指揮，以及於兩廳院演出。 |

## 音樂

### 專輯
- 註：專輯詳細資訊，請參閱專輯條目

| #   | 專輯                                                                                   | 發行公司     |
| --- | -------------------------------------------------------------------------------------- | ------------ |
| 1st | 《F.I.R.飛兒樂團 同名專輯（F.I.R.）》 - 發行日期：2004年4月23日 - 語言：華語           | 華納音樂     |
| 2nd | 《無限（Unlimited）》 - 發行日期：2005年4月8日 - 語言：華語                            | 華納音樂     |
| 3rd | 《飛行部落（ Flight Tribe）》 - 發行日期：2006年7月28日 - 語言：華語                   | 華納音樂     |
| 4th | 《愛‧歌姬（Love Diva）》 - 發行日期：2007年9月28日 - 語言：華語、英語                  | 華納音樂     |
| 5th | 《讓我們一起微笑吧（Let's Smile Together）》 - 發行日期：2009年12月25日 - 語言：華語   | 華納音樂     |
| 6th | 《第六章【亞特蘭提斯】（Chapter VI Atlantis）》 - 發行日期：2011年4月15日 - 語言：華語 | 華納音樂     |
| 7th | 《Better Life》 - 發行日期：2013年12月13日 - 語言：華語                                | 華納音樂     |
| 8th | 《末日青春 : 補完計劃（Re:Youth）》 - 發行日期：2019年5月3日 - 發行公司：              | 華研國際音樂 |
| 9th | 《鑽石之心》 - 發行日期：2021年7月20日 - 語言：華語                                    | 華研國際音樂 |

### 影音專輯
| #   | 專輯資料 | 曲目 |
| --- | --- | --- |
| 1st | 《我要飛 - 尋夢之途全紀錄》 - 發行日期：2004年9月17日 - 語言：華語 - 發行公司：華納音樂 - 備註：尋夢之途紀念手札 - 36頁私藏從未曝光全彩寫真冊 | 曲目 1. 我要飛 2. Lydia（原創版） 3. 我們的愛（原創版） 4. 你的微笑（原創版） 5. 塔羅牌（原創版） VCD1 曲目 1. 征服台灣全行程 2. 跨越邊境的音樂之旅 3. 幕前幕後紀實歷程 VCD2 曲目 1. Fly Away 2. Lydia 3. 流浪者之歌 4. 我們的愛 5. 光芒 6. 你的微笑 7. 塔羅牌 8. 後樂園 9. Revolution 10. You Make Me Want To Fall In Love 11. 我要飛                                                   |
| 2nd | 《光榮之役 - F.I.R.出道週年影音全輯CD+DVD 》 - 發行日期：2005年6月30日 - 語言：華語 - 發行公司：華納音樂                                      | 曲目 1. Fly Away（unplug版） 2. 千年之戀（unplug版） 3. LOVE*3（unplug版） 4. 死心的理由（絃樂版） DVD曲目 1. Fly Away 2. Lydia 3. 流浪者之歌 4. 我們的愛 5. 光芒 6. 你的微笑 7. 塔羅牌 8. 後樂園 9. Revolution 10. You Make Me Want To Fall In Love 11. 無限 12. 千年之戀 13. 愛的力量 14. LOVE*3 15. 死心的理由 16. 應許之地 17. 把愛放開 18. Neverland 19. 刺鳥傳說 20. I Can't Go On |

### 其他音樂作品
| 發表年份 | 歌名                       | 演唱人 | 備註 |
| -------- | -------------------------- | --- | --- |
| 2005     | 〈把愛傳出來〉             | F.I.R.飛兒樂團 | - 台北市健康城市主題曲 - 此歌曲有三種版本，分別為陽光搖滾版（F.I.R.飛兒樂團獨立演奏）、抒情合唱版（台北市愛樂合唱團、馬英九、F.I.R.飛兒樂團三方合唱）、抒情飛兒版（F.I.R.飛兒樂團、馬英九共同合唱） - 沒有對外販售，台北市政府曾免費贈送該音碟，不過已經贈罄。 - 目前在KTV已經點得到該首歌，台北市政府健康城市陽光台北網頁上也有該首歌的MV播放。 |
| 2007     | 〈時空寄情〉               | F.I.R.飛兒樂團 | - 收錄於馬兆駿追思音樂會 - 原唱為黃鶯鶯 |
| 2007     | 〈荼蘼時代〉               | Faye@F.I.R飛兒樂團 | - 收錄於陳輝陽十二金釵衆生花 - 填詞：林夕 |
| 2008     | 〈相親相愛〉               | F.I.R.飛兒樂團、老狼、金海心、張菲、5566、七朵花、美美、183CLUB、蔡淳佳、方大同、辛曉琪、徐若瑄、陳偉聯、郭采潔、薛凱琪、蕭敬騰、黑Girl     | - 為四川大地震演唱 - 原唱者為飛碟唱片眾歌手：呂方、伊能靜、姜育恆、葉歡、溫兆倫、任潔玲、劉漢強、潘越雲、鄭華娟、李碧華、錢薇娟,蕭福德、陶晶瑩、張小雯、林濛、關德輝、郭嘉欣等17位歌手 |
| 2008     | 〈希望的種子〉             | 劉畊宏、王婉霏、阿沁、陳熙、羅文裕、陳威全、Fio、魏如萱（娃娃）、小壞、季欣霈、Raymond、大成、大衡、仲維軍、吳兆、小光、李易等17位歌手演唱  | - 收錄於台北新生命小組教會的《愛‧希望‧祝福》專輯 |
| 2008     | 〈彩色羽翼〉               | F.I.R.飛兒樂團 | - 收錄於台北新生命小組教會的《愛‧希望‧祝福》專輯 - 新版歌名改為「讓我們一起微笑吧」並收錄於《讓我們一起微笑吧》專輯 |
| 2008     | 〈伸出手〉                 | *由阿沁、劉畊宏、王婉霏、羅文裕、陳威全、Fio、沈懿、小壞、李星蕾、Behigh等10位歌手演唱                                                      | - 收錄於台北新生命小組教會的《愛‧希望‧祝福》專輯 - 於2008年發行 - 阿沁詞、曲創作 |
| 2011     | 〈Believe（相信愛）〉      | 馬英九旁白，其他群星合唱。 | - 《相信希望fight & smile》日本311大地震募款賑災晚會主題曲。 - 陳建寧、謝宥慧作詞，陳建寧作曲 |
| 2012     | 〈愛永遠〉                 | F.I.R.飛兒樂團、黃小琥、蕭煌奇、于美人、楊培安、王彩樺、柯震東、Dream Girls、安心亞、豆花妹、賴雅妍、孫協志、王傳一、馬念先、陳思函、解偉苓 | - 門諾醫院 壽豐護理之家 2012募款主題曲，由陳建寧老師發起。 - 由陳建寧作詞作曲。 |
| 2015     | 〈心之火〉                 | 彭佳慧、F.I.R.飛兒樂團 | - 中國仙俠連續劇「花千骨」前24集片頭曲 |
| 2018     | 〈星火〉                   | F.I.R.飛兒樂團 | - 電影「鬥魚」主題曲 |
| 2018     | 〈功夫狂潮〉               | F.I.R.飛兒樂團 | - 電影「功夫聯盟」宣傳曲 |
| 2018     | 〈愛我所愛〉               | 動力火車、F.I.R.飛兒樂團 | - 北京交通廣播25週年主題曲 |
| 2018     | 〈聲音之城〉               | F.I.R.飛兒樂團 | - 北京交通廣播25週年推廣曲 |
| 2019     | 〈無限青春 Forever Young〉 | F.I.R.飛兒樂團、Do As Infinity大無限樂團 | - 兩大天團世紀合作 大無限樂團20週年紀念 |
| 2020     | 〈海霧〉                   | F.I.R.飛兒樂團、Spark 皇毅 | - 電影「海霧」同名主題曲 |
| 2021     | 〈城裡的月光2021〉         | 林宥嘉／動力火車／周蕙／耿斯漢／F.I.R／李友廷／郁可唯／Karencici／陳昊森／閻奕格／文慧如／沒有才能                                          | |

### 其他創作
| 發表年份 | 歌名                   | 演唱人                                                                | 專輯名稱             |
| -------- | ---------------------- | --------------------------------------------------------------------- | -------------------- |
| 2002年   | 《愛情是聰明人的遊戲》 | 黃漢青                                                                | 唱自己的歌           |
| 2002年   | 《休止符》             | 陳永熙                                                                | 唱自己的歌           |
| 2002年   | 《親愛的朋友》         | 馬奕強                                                                | 唱自己的歌           |
| 2003年   | 《有人在等你》         | 何耀珊                                                                | 孤單旅行             |
| 2003年   | 《遺失的美好》         | 張韶涵                                                                | 海豚灣戀人原聲帶     |
| 2003年   | 《我們之間的距離》     | 劉恆。高因軒                                                          | 粉紅教父小甜甜原聲帶 |
| 2003年   | 《DIAMOND RING》       | 安雅                                                                  | 粉紅教父小甜甜原聲帶 |
| 2003年   | 《夏天的微笑》         | S.H.E                                                                 | Super Star           |
| 2004年   | 《那時候》             | 霍建華                                                                | 開始                 |
| 2004年   | 《分開的意思》         | 劉允樂                                                                | 劉允樂同名專輯       |
| 2004年   | 《更好》               | 鍾漢良                                                                | 流向巴黎             |
| 2005年   | 《勇者之歌》           | 謝霆鋒                                                                | 釋放                 |
| 2005年   | 《你的愛》             | 張善為                                                                | 張善為純愛專輯       |
| 2005年   | 《偏見》               | 梁詠琪                                                                | 順時針 新歌+精選     |
| 2005年   | 《第一天》             | 孫燕姿                                                                | 完美的一天           |
| 2006年   | 《不由自主》           | 張信哲                                                                | 做你的男人           |
| 2006年   | 《Beautiful Love》     | 蔡健雅                                                                | T-Time新歌+精選      |
| 2006年   | 《Love story》         | 范逸臣                                                                | 不說出的溫柔         |
| 2006年   | 《愛情旅程》           | 張韶涵                                                                | 潘朵拉               |
| 2007年   | 《其實很愛你》         | 張韶涵                                                                | 夢裡花               |
| 2007年   | 《我不會唱歌》         | 羅志祥                                                                | 舞所不在             |
| 2007年   | 《愛情定格》           | 郭潔                                                                  | 隱形超人             |
| 2007年   | 《I Need To Pray》     | 黃漢青                                                                | 信心地圖             |
| 2007年   | 《How I Love You》     | WOW頭號人物                                                           | 頭號人物             |
| 2007年   | 《Just Be My Love》    | 何耀珊                                                                | 擁抱                 |
| 2008年   | 《原諒我》             | 蕭敬騰                                                                | 蕭敬騰同名專輯       |
| 2008年   | 《死結》               | 李玖哲                                                                | 不，完美             |
| 2008年   | 《波麗士》             | 黃漢青                                                                | 波麗士大人電視原聲帶 |
| 2008年   | 《伸出手》             | 阿沁、劉畊宏、王婉霏、羅文裕、陳威全、Fio、沈懿、小壞、李星蕾、Behigh | 希望                 |
| 2008年   | 《幸福不滅》           | 羅志祥                                                                | 潮男正傳             |
| 2009年   | 《妥協》               | 蔡依林                                                                | 花蝴蝶               |
| 2010年   | 《習慣就好》           | 羅志祥                                                                | 羅生門               |
| 2010年   | 《冬末之戀》           | 賴雅妍、楊千霈、修杰楷、藍鈞天、周孝安                                | 飯糰之家電視原聲帶   |
| 2011年   | 《不屬於我的淚》       | 孫耀威                                                                | 沒有說再見           |
| 2011年   | 《一百萬種親吻》       | 梁文音                                                                | 情人×知己            |
| 2011年   | 《遺忘天使》           | 梁文音                                                                | 情人×知己            |
| 2011年   | 《沒說出的再見》       | 蔡日軒                                                                | 實現                 |
| 2012年   | 《我沒改變》           | 張韶涵                                                                | 有形的翅膀           |
| 2013年   | 《剛好的幸福》         | 張棟樑                                                                | K歌情人夢電視原聲帶  |

## 曾獲獎項
9月
- YES 933－最佳新人
- 全球華語歌曲排行榜－最受歡迎樂團
- 全球華語歌曲排行榜－最佳新人
- 全球華語歌曲排行榜－最佳新曲

12月
- 香港新城電台 - 新城勁爆新人王
- 香港新城電台 - 新城勁爆組合
- 叱吒樂壇流行榜頒獎典禮 - 叱吒樂壇新力軍組合金獎
- 叱吒樂壇流行榜頒獎典禮 - 叱吒樂壇組合銅獎
- 第二十七屆十大中文金曲頒獎禮 - 最有前途新人獎組合金獎（香港電台）
- 第二十七屆十大中文金曲頒獎禮 - CASH全球華語最佳新進作曲人獎（香港電台）
- 第二十七屆十大中文金曲頒獎禮 - CASH全球華語最佳新進作詞人獎（香港電台）
- 第二十七屆十大中文金曲頒獎禮 - 優秀國語歌曲獎銀獎《Lydia》（香港電台）
- 第二十七屆十大中文金曲頒獎禮 - 全國最受歡迎歌手獎組合銀獎（香港電台）
- 第十一屆全球華語音樂榜中榜 - 年度最佳歌曲《我們的愛》
- 第十二屆北京音樂台──中國歌曲排行榜 - 年度最受歡迎港台樂隊
- 第十二屆北京音樂台──中國歌曲排行榜 - 年度最受歡迎港台歌曲《我們的愛》
- 台灣民生報 - 十大偶像新人獎
- 台灣中國時報娛樂週報2004年－年度最佳新人獎
- Channel 【V】華語榜中榜TOP20 - 最佳新人獎
- Channel 【V】華語榜中榜TOP20 - 最佳歌曲獎
- 台灣玫瑰唱片行2004年度國語專輯TOP10 - 第一名
- 台灣亞洲中盤2004年度國語專輯TOP10 - 第二名
- 新加坡SPVA中文唱片排行榜 - 第一名

3月
- 上海東方音樂台東方音樂風雲榜 - 最佳組合樂團獎
- 百事音樂風雲榜 - 最佳流行樂團及組合
- 百事音樂風雲榜 - 最佳作曲
- 百事音樂風雲榜 - 最佳唱作人
- 百事音樂風雲榜 - 港台十大金曲
- 百事音樂風雲榜 - 最佳影視歌曲

5月
- 第16屆金曲獎 - 最佳國語演唱新人獎

11月
- 新加坡金曲獎 - 最受歡迎團體

12月
- 中國國際電視廣告藝術金椰子獎 - 最佳電視廣告價值人物獎

1月
- 加拿大中文電台至HIT中文歌曲排行榜 - 全國推崇組合（國）

2月
- 第一屆KKBOX華語金曲 - 最佳樂團獎
- 第一屆KKBOX華語金曲 - 最佳單曲

3月
- 第一屆TVBS華語金曲 - 最受歡迎樂隊
- 第一屆TVBS華語金曲 - 最佳專輯
- 第一屆TVBS華語金曲 - 最佳作曲

1月
- 第一屆中國移動M.MUSIC無線音樂頒獎盛典 - 無線音樂年度飛躍獎（页面存档备份，存于）

10月
- 第七屆全球華語歌曲排行榜 - 最受歡迎樂團
- 第七屆全球華語歌曲排行榜 - 最受歡迎20大金曲《飛行部落》

5月
- 第五屆勁歌王全球華人樂壇年度總選 - 台灣地區最受歡迎組合
- 第五屆勁歌王全球華人樂壇年度總選 - 最佳舞台演繹獎
- 第五屆勁歌王全球華人樂壇年度總選 - 國語金曲獎《月牙灣》

10月
- 第十一屆全球華語歌曲排行榜 - 最受歡迎樂團
- MTV年度最佳樂團

4月
- 第十六屆全球華語音樂榜中榜 - 最佳樂團

## 演唱會

### 大型演唱會
| 名稱                                         | 日期           | 地點                                       | 型態 | 備註                         |
| -------------------------------------------- | -------------- | ------------------------------------------ | ---- | ---------------------------- |
| F.I.R. 我要飛 萬人演唱會                     | 2004年5月29日  | 淡水漁人碼頭                               | 免費 |                              |
| F.I.R. 無限 新歌發表會                       | 2005年4月9日   | 中正紀念堂                                 | 免費 |                              |
| F.I.R. 飛行部落 萬人演唱會                   | 2006年8月26日  | 淡水漁人碼頭                               | 免費 |                              |
| 《第十行星》世界巡迴演唱會                   | 2007年10月20日 | 台北小巨蛋                                 | 售票 | 嘉賓：孫燕姿、信             |
| 《第十行星》世界巡迴演唱會                   | 2008年8月8日   | 新加坡室內體育館                           | 售票 | 嘉賓：蕭敬騰                 |
| 《第十行星》世界巡迴演唱會                   | 2008年11月29日 | 馬來西亞雲頂雲星劇場                       | 售票 |                              |
| 《第十行星》世界巡迴演唱會                   | 2008年12月24日 | 香港亞洲國際博覽館                         | 售票 | 嘉賓：蕭敬騰、薛凱琪         |
| 《第十行星》世界巡迴演唱會                   | 2009年11月7日  | 澳門金光綜藝館                             | 售票 |                              |
| F.I.R.《讓我們一起微笑吧》 新歌發表會        | 2009年12月25日 | 台北New Life House 新生命教會B1            | 售票 |                              |
| 《讓我們一起微笑吧》 不插電音樂巡迴座談會    | 2010年1月28日  | 高雄誠品書店                               | 免費 |                              |
| 《讓我們一起微笑吧》 不插電音樂巡迴座談會    | 2010年1月29日  | 台南誠品書店                               | 免費 |                              |
| 《讓我們一起微笑吧》 不插電音樂巡迴座談會    | 2010年1月31日  | 敦南誠品書店                               | 免費 |                              |
| 《讓我們一起微笑吧》演唱會                   | 2010年1月30日  | 台北西門河岸留言                           | 售票 | 嘉賓：黃小琥                 |
| 《讓我們一起微笑吧》演唱會                   | 2010年2月15日  | 溫哥華                                     | 售票 |                              |
| F.I.R. 微笑紀念日 演唱會                     | 2010年3月27日  | 北京展覽館劇場                             | 售票 | 嘉賓：郭采潔                 |
| 《創‧世紀》It's My Live 世界巡迴演唱會       | 2010年7月5日   | 香港紅磡體育館                             | 售票 | 嘉賓：黃小琥                 |
| 《創‧世紀》It's My Live 世界巡迴演唱會       | 2010年7月9日   | 新加坡室內體育館                           | 售票 | 嘉賓：孫燕姿                 |
| 《創‧世紀》It's My Live 世界巡迴演唱會       | 2011年6月18日  | 美國凱薩皇宮大賭場 CAESARS -Atlantic City- | 售票 |                              |
| 《創‧世紀》It's My Live 世界巡迴演唱會       | 2011年7月9日   | 台北台大綜合體育館                         | 售票 | 嘉賓：舞棍阿伯葉復台、魏如萱 |
| 《創‧世紀》It's My Live 世界巡迴演唱會       | 2011年12月31日 | 廣州體育館                                 | 售票 |                              |
| 《創‧世紀》It's My Live 世界巡迴演唱會       | 2012年6月30日  | 佛山市嶺南明珠體育館                       | 售票 |                              |
| 今日"R"最大 沁生派對                         | 2012年2月25日  | 台北這牆音樂藝文展演空間                   | 售票 | 嘉賓：F.I.R.樂團、李佳薇     |
| 《光合之旅》 Light Up The Way 世界巡迴演唱會 | 2013年1月26日  | 新加坡The Max Pavilion                     | 售票 |                              |
| 《光合之旅》 Light Up The Way 世界巡迴演唱會 | 2013年5月14日  | 加拿大溫哥華                               | 售票 |                              |
| 《光合之旅》 Light Up The Way 世界巡迴演唱會 | 2013年5月19日  | 美國大西洋城                               | 售票 |                              |
| 我们的爱巡回演唱会                           | 2025年5月24日  | 马来西亚云顶云星剧场                       |      |                              |

### 其他
- 3.24 台南中華醫事 校園演唱會
- 3.25 雲林虎尾科技大學 校園演唱會
- 3.26 台北東吳大學 校園演唱會
- 4.17 台南。出道聽證會 大遠百
- 4.17 台中。出道聽證會 SOGO
- 4.17 台中二中 校園演唱會
- 4.18 屏東。出道聽證會 SOGO
- 4.18 高雄。出道聽證會 新光三越
- 4.24 台北。出道聽證會 西門町屈臣氏
- 4.25 新竹。出道聽證會 風城購物中心
- 4.25 清華大學 校園演唱會
- 4.27 醒吾大學 校園演唱會
- 4.27 華梵大學 校園演唱會
- 4.29 南開技術學院 校園演唱會
- 4.30 高雄海洋科技大學 校園演唱會
- 5.1  桃園。出道聽證會 衣蝶百貨
- 5.1  秀水高中 校園演唱會
- 5.1  東風金曲 演唱會
- 5.2  花蓮。出道聽證會 舊鐵道徒步區
- 5.3  嶺東技術學院 校園演唱會
- 5.3  僑光技術學院 校園演唱會
- 5.4  真理大學 校園演唱會
- 5.4  嘉義大學 校園演唱會
- 5.5  仁德護專 校園演唱會
- 5.5  朝陽科技大學 校園演唱會
- 5.10 彰化師範大學 校園演唱會
- 5.11 東海大學 校園演唱會
- 5.11 致遠管理學院 校園演唱會
- 5.12 中台技術學院 校園演唱會
- 5.13 應用科技大學 校園演唱會
- 5.15 致理技術學院 校園演唱會
- 5.16 長榮大學 校園演唱會
- 5.20 台南師範學校 校園演唱會
- 5.21 輔仁大學 校園演唱會
- 5.21 竹北高中 校園演唱會
- 5.25 景文技術學院 校園演唱會
- 5.26 和春大學校園演唱會
- 5.26 南台科技大學 校園演唱會
- 5.26 樹德科技大學 校園演唱會
- 5.28 中正高中 校園演唱會
- 5.28 台北商業技術學院 校園演唱會
- 5.28 政治大學 校園演唱會
- 6.3  陸軍高中 校園演唱會
- 6.3  靜宜大學 校園演唱會
- 6.4  仰德高中 校園演唱會
- 6.4  新竹師院 校園演唱會
- 6.4  中央大學 校園演唱會
- 6.4  台灣師範大學 校園演唱會
- 6.5  2004秀姑巒溪泛舟賽閉幕演唱會
- 6.5  西松高中 校園演唱會
- 6.5  台灣科技大學 校園演唱會
- 6.6  高雄大潤發簽唱會
- 6.6  台南新光三越二館簽唱會
- 6.9  文化大學 校園演唱會
- 6.11 彰化高工 校園演唱會
- 6.11 苗栗育達高中 校園演唱會
- 6.12 光復中學 校園演唱會
- 6.12 台中一中 校園演唱會
- 6.12 HIT FM演唱會
- 6.12 元培技術學院 校園演唱會
- 6.13 桃園家樂福 簽唱會
- 6.13 中壢特易購 簽唱會
- 6.13 中壢亞洲音樂 簽唱會
- 6.15 警政署警察節活動 演唱會
- 6.22 民視端午節特別節目--高雄愛河畔 演唱會
- 6.24 僑大先修班 演唱會
- 6.25 台南興國中學（國中部）校園演唱會
- 6.25 台南興國中學（高中部）校園演唱會
- 7.4  中壢 感謝簽唱會 中壢SOGO一館
- 7.4  板橋 感謝簽唱會 板橋遠東百貨
- 7.10 高雄 感謝簽唱會 高雄漢神百貨
- 7.10 台南 感謝簽唱會 台糖仁德量販
- 7.11 台中 感謝簽唱會 台中中友百貨
- 7.30 華納新勢力夏日 演唱會
- 8.14 MTV台封神榜萬人 演唱會
- 8.21 Wave Radio大直MOS 演唱會
- 8.22 屏東海洋生物館 演唱會

- 2.26 中國信託春酒 演唱會
- 4.2  西門町屈臣氏  新歌搶聽會
- 4.3  台中中友百貨 新歌搶聽會
- 4.3  高雄漢神百貨 新歌搶聽會
- 4.10 新竹風城 簽唱會
- 4.10 台中SOGO 簽唱會
- 4.16 高雄新光三越 簽唱會
- 4.16 台南新光三越 簽唱會
- 4.16 全中運 TVBS-live 演唱會
- 4.17 西門町來來 簽唱會
- 4.24 中壢SOGO 簽唱會
- 4.24 清華大學 校園演唱會
- 4.26 大同技術學院 校園演唱會
- 4.28 東海大學 校園演唱會
- 4.28 逢甲大學 校園演唱會
- 4.29 台北世新 校園演唱會
- 4.29 全大運 中正大學 演唱會
- 5.1  桃園遠東百貨 簽唱會
- 5.3  仁德醫護 校園演唱會
- 5.5  香港商業電台FIR拉闊 演唱會
- 5.9  弘光科技大學 校園演唱會
- 5.10 高應用大學 校園演唱會
- 5.11 輔仁大學 校園演唱會
- 5.12 中洲技術學院 校園演唱會
- 5.12 大葉大學 校園演唱會
- 5.13 中原大學 校園演唱會
- 5.15 長榮中學 校園演唱會
- 5.15 南投花卉博覽會 演唱會
- 5.17 校園突擊 建國中學 演唱會
- 5.17 台南女子技術學院 校園演唱會
- 5.18 南台大學 校園演唱會
- 5.20 南榮技術學院 校園演唱會
- 5.20 正修科技 校園演唱會
- 5.20 致遠管理學院 校園演唱會
- 5.23 彰化師大 校園演唱會
- 5.24 環球技術學院 校園演唱會
- 5.25 成功大學 校園演唱會
- 5.25 和春技術學院 校園演唱會
- 6.5  台中三民玫瑰唱片 簽唱會
- 7.2  長沙商業活動 演唱會
- 7.22 Nokia 中正紀念堂極限挑戰演唱會
- 7.23 柳州商業活動演唱會 演唱會
- 7.24 MTV台頒獎典禮 演唱會
- 8.8  新加坡國慶 演唱會
- 8.12 青島 啤酒節 演唱會
- 8.19 康師傅FIR無限演唱會 成都
- 8.20 康師傅FIR無限演唱會 昆明
- 8.21 康師傅FIR無限演唱會 西安
- 8.26 康師傅FIR無限演唱會 杭州
- 8.27 康師傅FIR無限演唱會 上海
- 8.29 新加坡NTU 50th校慶 演唱會
- 9.9  孫燕姿香港個唱嘉賓
- 9.16 康師傅FIR無限演唱會 深圳
- 9.17 康師傅FIR無限演唱會 廣州
- 9.18 江蘇常州 演唱會
- 10.5 福州 演唱會

- 7.22  高雄新光三越預購 簽唱會
- 7.22  台南大遠百貨預購 簽唱會
- 7.23  台北紅樓廣場預購 簽唱會
- 7.23  台中廣三SOGO預購 簽唱會
- 7.30  孫燕姿演唱會 嘉賓
- 8.12  台北KMALL慶功 演唱會
- 8.12  新竹新光三越 簽唱會
- 8.13  高雄新光三越 簽唱會
- 8.13  台南大遠百 簽唱會
- 8.13  台中新光三越 簽唱會
- 8.19  新店家樂福 簽唱會
- 8.27  苗栗家樂福 簽唱會
- 9.2   MTV台封神榜萬人 演唱會
- 9.3   高雄家樂福 簽唱會
- 9.23  無車日 演唱會
- 9.23  新竹縣體育 館中秋晚會
- 9.30  潘瑋柏上海演唱會 嘉賓
- 10.2  台中群益技術學院 校園演唱會
- 10.3  台中明道中學 校園演唱會
- 10.3  雲林科技大學 校園演唱會
- 10.4  台南南科技大學 校園演唱會
- 10.4  彰化建國科技大學 校園演唱會
- 10.16 清雲科技大學 校園演唱會
- 10.18 台中醫藥學院 校園演唱會
- 10.18 大葉大學 校園演唱會
- 10.22 台中明道中學 校園演唱會
- 10.22 嘉南藥理科技大學 校園演唱會
- 10.24 嶺東技術學院 校園演唱會
- 10.25 中州技術學院 校園演唱會
- 10.25 弘光科技大學 校園演唱會
- 10.26 吳鳳技術學院 校園演唱會
- 10.27 高雄第一科技大學 校園演唱會
- 11.1  台北大學 校園演唱會
- 11.5  嘉義大學 校園演唱會
- 11.6  正修大學 校園演唱會
- 11.8  大漢大學 校園演唱會
- 12.9  [V]V POWER 演唱會

- 1.2   台中教育大學校園演唱會
- 1.19  威寶電信尾牙演唱會
- 1.25  力晶半導體尾牙演唱會
- 2.10  威剛科技尾牙演唱會
- 3.10  新竹搖滾風成音樂祭演唱會
- 4.6   墾丁 CALL SPRING演唱會
- 4.22  何耀珊101演唱會
- 5.6   台客搖滾演唱會
- 7.7   昆明商業活動演出
- 9.22  TVBS台慶晚會
- 9.24  HIT FM中秋節晚會
- 10.27 黎明技術學院校園演唱會
- 10.27 台中家樂福文心店簽唱會
- 10.27 MTV台演唱會
- 10.28 樹林家樂福公益活動簽唱會
- 10.29 台中僑光技術學院校園演唱會
- 11.2  上海商業活動演出
- 11.4  高雄家樂福簽唱會
- 12.9  安麗尾牙演唱會
- 12.22 台北縣政府聖誕節演唱會
- 12.22 苗栗縣政府聖誕節演唱會
- 12.23 靈糧堂聖誕節演唱會
- 12.31 雲林跨年演唱會
- 12.31 台南跨年演唱會

- 1.13  廣達電腦尾牙 演唱會
- 1.22  青海衛視春節 聯歡晚會
- 2.2   台北富邦尾牙 演唱會
- 2.4   群創尾牙 演唱會
- 4.6   台南大甲媽祖 演唱晚會
- 4.27  山西 太原歡樂中國行 演唱會
- 5.31  張棟樑新加坡演唱會嘉賓
- 7.18  廣東汕頭中國移動 歌友會
- 8.10  第十行星馬來西亞演唱會 簽唱會
- 8.23  帆船奧運閉幕式 演唱表演
- 9.7   上海商演
- 9.27  廣西北海中國移動 歌友會
- 10.17 四川眉山中國移動 歌友會
- 10.18 四川成都中國移動 歌友會
- 11.7  江西贛州中國移動 歌友會
- 11.9  致理技術學院校園 演唱會
- 11.23 福建龍岩中國移動 歌友會
- 12.6  廣東惠州中國移動 歌友會
- 12.28 安徽衛視春節 聯歡晚會
- 12.31 宜蘭跨年 晚會

- 1.22  多倫多演唱會
- 5.11  重慶 歡樂中國行演唱會
- 7.9   嘉興商演
- 7.16  內蒙商演
- 7.28  成都活動
- 9.28  第八屆淮安-中國淮陽菜美食文化節暨第四屆台商論壇大型文藝晚會
- 10.24 北京中國移動演唱會
- 10.27 高雄應用科技大學 校園演唱會
- 10.28 嘉義吳鳳技術學院 校園演唱會
- 11.18 台中中山醫學大學 校園演唱會
- 11.18 台南南台科技大學 校園演唱會
- 11.24 台北德霖技術學院 校園演唱會
- 11.27 台中弘光科技大學 校園演唱會
- 12.3  南投暨南大學 校園演唱會
- 12.25 台中東海大學 校園演唱會

- 1.1 台中一中校慶演唱會
- 1.2 台中發片簽唱會
- 1.3 高雄發片簽唱會
- 8.13 2010花蓮夏戀嘉年華

- 4.9 交通大學 校園演唱會
- 4.17 台北發片簽唱會
- 5.10 台中東海大學 校園演唱會
- 5.11 德霖技術學院 校園演唱會
- 5.15 世界展望會公益活動
- 5.15 屏東科技大學 校園演唱會
- 5.27 高雄應用大學 校園演唱會
- 5.28 台南發片簽唱會
- 5.28 高雄發片簽唱會
- 5.29 台中發片簽唱會
- 5.31 中原大學 畢業演唱會
- 6.4 大安高工畢業舞會
- 6.9 樹人醫專 校園演唱會
- 6.10 成功大學 畢業演唱會
- 6.11 明新科技大學 校園演唱會
- 6.12 金曲音樂節
- 11.27 MTV封神榜演唱會@高雄義大世界
- 11.30 輔仁大學校慶50周年校園演唱會

- 06.05 逢甲大學 千載難逢畢業演唱會

- 10.10 新竹南寮漁港 國慶演火演唱會壓軸

- 06.22 華山文創園區 造夢者公益園遊會

## 司法案件
詹雯婷退出飛兒樂團後，陳建寧與華研國際音樂簽訂合約。詹雯婷方面指控陳建寧在華研的履約保證書上偽造她的簽名，以此控告陈建寧、华研董事长吕燕清、总经理何燕玲偽造文书罪，陈建寧也反控詹雯婷诬告。2021年，台北地檢署認定雙方處分不起訴，後經高檢署再议发回，后手查办的检察官依笔迹鑑定，主張履约保证书确由詹雯婷亲签，認為詹雯婷却对陈建寧提告涉犯刑法诬告罪，故将詹雯婷起诉。案件於2024年7月5日在台北地方法院审理，法院认为詹雯婷有可能对签署保证书过程不復记忆，或者与其他文件签署之记忆混淆、重迭，故裁定检方不能证明她有诬告之确定故意，判决无罪，检方可上诉。

## 外部連結
- F.I.R.官方網站（页面存档备份，存于）
- YouTube上的F.I.R.飛兒樂團頻道
- F.I.R. 飛兒樂團的Facebook專頁
- F.I.R. 飛兒樂團的新浪微博
- F.I.R. 飛兒樂團的Instagram帳戶